# Iossif Aschotowitsch Abramow
Iossif Aschotowitsch Abramow (russisch Иосиф Ашотович Абрамов, englische Transkription: Iosif Abramov; * 9. April 2001 in Gelendschik) ist ein russischer Billardspieler, der in der Billardvariante Russisches Billard antritt.
Er wurde 2017 und 2019 Weltmeister in der Disziplin Kombinierte Pyramide und 2018 Vizeweltmeister in der Dynamischen Pyramide. Bei seinem ersten Titelgewinn war er mit 16 Jahren und 6 Tagen nach Nikita Liwada der zweitjüngste Weltmeister im Russischen Billard.
Daneben gewann der Jugendweltmeister von 2017 zahlreiche weitere Turniere, unter anderem den Kremlin Cup (2019), den Champions Cup (2020) sowie insgesamt fünf Weltcupturniere.

## Leben
Iossif Abramow wurde 2001 in Gelendschik als drittes von vier Kindern geboren und wuchs zunächst in der Ortschaft Archipo-Ossipowka auf. Später zog die Familie nach Rostow am Don. Sein Vater Aschot Abramow spielt ebenfalls Billard, er wurde unter anderem russischer Seniorenmeister, nahm 2019 an der Weltmeisterschaft teil, und ist Trainer von Iossif Abramow. Auch sein jüngerer Bruder Mark Abramow spielt Billard.

## Karriere

### 2007–2014: Anfänge und erste Erfolge
Iossif Abramow begann im Alter von sechs Jahren mit dem Billardspielen. Zu dem Sport kam er durch seinen Vater, der zu dieser Zeit in einem Billardlokal arbeitete.
2011 nahm er erstmals am Kremlin Cup teil und erreichte die Runde der letzten 64. Im Jahr darauf folgte sein erstes Weltcupturnier, bei dem er unter anderem den früheren WM-Dritten Eduard Galijanz besiegte und schließlich in der Runde der letzten 64 ausschied. Daneben erreichte er 2012 unter anderem das Achtelfinale beim Adygei Cup, das Sechzehntelfinale beim Bürgermeisterpokal in Moskau und schied beim Savvidi Cup in der Vorrunde aus.
Im Februar 2013 zog Abramow bei der russischen Meisterschaft der Erwachsenen in der Kombinierten Pyramide ins Viertelfinale ein, in dem er Wladimir Petuschkow unterlag. Einen Monat später gewann er seinen ersten von sechs russischen Jugendmeistertiteln. Bei der Jugendeuropameisterschaft schied er in der Vorrunde aus. Im weiteren Verlauf des Jahres musste er einige frühe Niederlagen hinnehmen und erreichte unter anderem bei den Pogodin Open, bei der Jugendweltmeisterschaft und beim Kremlin Cup das Achtelfinale.
Im März 2014 gewann er in Kisljar durch einen Finalsieg gegen Alexander Murawjow den Sagid-Murtasalijew-Pokal. Im August erreichte er in Tscholponata bei der Jugend-WM in der Kombinierten Pyramide das Halbfinale, in dem er dem späteren Weltmeister Dastan Lepschakow mit 0:5 unterlag. Anschließend nahm er in derselben Disziplin erstmals an einer Weltmeisterschaft der Erwachsenen teil und schied mit einer 1:6-Niederlage gegen Ysatbek Ratbekow in der ersten Runde aus. In der Freien Pyramide gelangte er bei der Jugend-WM ins Viertelfinale und blieb bei der Herren-WM sieglos, als er in der Vorrunde gegen Pawlo Radionow und Waleryj Tschyschou jeweils mit 4:5 verlor. Am Jahresende erzielte er seinen bis dahin größten Erfolg, als er beim Savvidi Cup, dem am höchsten dotierten Turnier im Russischen Billard, unter anderem Alexander Murawjow, Artur Piwtschenko und Aleh Retschyz besiegte und erst im Halbfinale am späteren Turniersieger Gleb Waschtschenkow scheiterte.

### 2015–2017: Erster Weltmeistertitel
Anfang 2015 gewann Abramow erneut den Sagid-Murtasalijew-Pokal, diesmal durch einen 4:0-Finalsieg gegen Leonid Schwyrjajew. Nachdem er ab 2014 regelmäßig am Weltcup teilgenommen hatte, aber stets frühzeitig ausgeschieden war, gewann er im April 2015 seine erste Weltcupmedaille, als er bei den Prince Open ins Halbfinale einzog, in dem er mit 3:5 gegen Nikita Liwada verlor. Bei der Europameisterschaft hingegen schied er in der Runde der letzten 32 aus. Zwei Wochen später erreichte er beim Stawropol-Pokal das Semifinale. Nachdem er mehrfach frühzeitig ausgeschieden war, unter anderem beim Savvidi Cup 2015, zog er beim Weltcupfinale 2015 erneut ins Halbfinale ein und unterlag dem späteren Turniersieger Nikita Liwada.
2016 erreichte Abramow bei den Jugendweltmeisterschaften das Achtelfinale in der Dynamischen Pyramide und das Halbfinale in der Freien Pyramide, das er nur knapp gegen Semjon Saizew (5:6) verlor. Im August 2016 gelangte er bei den Kropotkin Open ins Finale und unterlag nur knapp Aleksandr Sidorov (5:6). Nachdem er beim Savvidi Cup und beim Kremlin Cup in der Runde der letzten 32 ausgeschieden war, erreichte er im Dezember bei seiner dritten WM-Teilnahme zum ersten Mal das Achtelfinale, in dem er dem ehemaligen Weltmeister Jaroslaw Tarnowezkyj knapp (6:7) unterlag. Wenige Tage später gelangte er beim Weltcupfinale ins Viertelfinale und gewann durch einen 4:1-Finalsieg gegen Kirill Jurin den Gouverneurspokal in Tula.
Im Februar 2017 kam Abramow bei der russischen Meisterschaft in der Kombinierten Pyramide erstmals über das Viertelfinale hinaus und gewann schließlich im Finale gegen Timur Jewstignejew mit 6:1 den Titel. Zwei Monate danach wurde er in Jugorsk in derselben Disziplin zum ersten Mal Weltmeister. Nachdem er unter anderem Jauhen Saltouski, Ysatbek Ratbekow und Pawel Plotnikow besiegt hatte, setzte er sich sechs Tage nach seinem sechzehnten Geburtstag im Endspiel gegen den Kirgisen Dastan Lepschakow mit 6:5 und gewann als zweitjüngster Spieler nach Nikita Liwada einen WM-Titel. In den darauffolgenden Monaten musste er bei einigen Turnieren frühe Niederlagen hinnehmen, lediglich bei den Andrei Kasjanow Open gelangte er ins Viertelfinale. Im November 2016 wurde er in der Freien Pyramide durch einen 6:3-Finalsieg gegen Semjon Saizew Jugendweltmeister und gewann wenige Tage später im Endspiel gegen Alexei Schoschin (6:0) das Finalturnier des Weltcups.

### Seit 2018: Zweiter Weltmeistertitel
Zu Beginn des Jahres 2018 erreichte Abramow bei der russischen Meisterschaft in der Kombinierten Pyramide und beim Bürgermeisterpokal in Kaliningrad das Halbfinale. Im April nahm er zum ersten Mal an der Weltmeisterschaft in der Dynamischen Pyramide teil und zog ins Finale ein, in dem er sich dem Ukrainer Dmytro Biloserow mit 5:7 geschlagen geben musste. Nachdem er beim Bürgermeisterpokal in Moskau früh ausgeschieden war, gelangte er im Sommer 2018 innerhalb weniger Wochen bei drei Turnieren ins Endspiel. Zunächst sicherte er sich im Finale gegen Alexander Tschepikow mit 6:5 seinen Weltcupsieg in der Freien Pyramide, wenig später gewann er gegen Dmytro Biloserow (7:3) die Ajara Open und unterlag bei den Telavi Open knapp seinem Landsmann Michail Zarjow (6:7). Im September gelangte er beim Kremlin Cup erstmals ins Halbfinale, in dem er gegen Serghei Krîjanovski verlor. Anschließend gelangte er erneut dreimal in Folge ins Finale, er verlor beim Imperija-Pokal gegen Artur Piwtschenko (3:5) und beim Savvidi Cup gegen Dastan Lepschakow, bevor er durch einen 7:4-Endspielsieg gegen Semjon Saizew zum zweiten Mal das Weltcupfinalturnier gewann. Wenig später schied er bei der Freie-Pyramide-WM im Achtelfinale gegen Asis Madaminow aus.
Anfang 2019 schied Abramow bei der russischen Meisterschaft in der Kombinierten Pyramide überraschend bereits in der Runde der letzten 64 aus. Im März 2019 gelang ihm in derselben Disziplin bei der Weltmeisterschaft, die im Vorjahr nicht ausgetragen worden war, die Titelverteidigung, als er sich im Endspiel gegen den Moldauer Serghei Krîjanovski mit 6:2 durchsetzte. Abramow war damit nach Jewgeni Stalew (2000) der zweite Spieler, der einen WM-Titel im Russischen Billard zweimal in Folge gewann und der erste Spieler, dem dies in dieser Disziplin gelang. Zugleich wurde er mit 17 Jahren zum jüngste Zweifachweltmeister im Russischen Billard. Nach zwei frühen Niederlagen im Weltcup gewann er im Juni durch einen 5:4-Finalsieg gegen Dmytro Biloserow das Weltcupturnier in Moskau. Im August 2019 gelangte er bei der Freie-Pyramide-WM in Tscholponata erstmals ins Viertelfinale, in dem er Pawel Kusmin unterlag. Im September und Oktober gewann er innerhalb von vier Wochen vier Turniere. Bei den Chechen Open in Grosny besiegte er Dmytro Biloserow (5:2), beim Kremlin Cup setzte er sich im Endspiel gegen den Ukrainer Andrij Kljestow mit 5:1 durch, beim Imperija-Pokal gewann er gegen Dastan Lepschakow (5:4) und beim Pokal der Freundschaft im georgischen Batumi besiegte er Jurij Smyrnow mit 6:3. Beim Savvidi Cup 2019 hingegen gehörte Abramow zu den 16 in der Runde der letzten 32 gesetzten Spielern und verlor sein Auftaktspiel gegen Aleksandr Sidorov. Am Jahresende erreichte er beim Lemajew-Pokal das Finale, in dem er Dmitri Schkoda mit 4:6 unterlag.
Anfang 2020 musste Abramow aufgrund der COVID-19-Pandemie seine Teilnahme am Champions Cup in Moskau zunächst absagen. Nachdem das Turnier nach zwei Spielen für fast drei Monate unterbrochen worden war, wurde durch die Absage von Semjon Saizew ein Startplatz frei, den Abramow wegen der nun gelockerten Reisebeschränkungen in Rostow am Don einnehmen konnte. Er besiegte unter anderem Artjom Balow und Dmytro Biloserow und zog schließlich ins Finale ein, in dem er sich gegen den Kirgisen Asis Madaminow mit 7:0 durchsetzte und als erster Russe den Champions Cup gewann. Im weiteren Verlauf des Jahres gewann er unter anderem zwei Turniere der Legend-Cup-Serie und kam beim Lemajew-Pokal erneut ins Endspiel, in dem er diesmal mit 6:7 gegen Michail Zarjow verlor, wohingegen er bei der russischen Freie-Pyramide-Meisterschaft im Achtelfinale scheiterte.
Zu Beginn des Jahres 2021 gewann Abramow zwei Legend-Cup-Turniere und setzte sich beim Masitow-Pokal im Finale gegen den Ukrainer Artem Mojissejenko mit 5:1 durch. Im März 2021 verlor er beim Pyramide-Weltpokal, dem Nachfolgeturnier des Champions Cup, im ersten Vorrundenspiel gegen Asis Madaminow. Anschließend wurde er aufgrund von Hinweisen eines Wettanbieters vorläufig vom Turnier suspendiert. Nach Abschluss einer Untersuchung des Weltverbands IPC wurde er schließlich disqualifiziert, da er während der Partie sein Mobiltelefon benutzt hatte, was den Sportlern gemäß den Spielerverträgen untersagt war. Wenig später kam er bei der nationalen Freie-Pyramide-Meisterschaft erneut nicht über das Achtelfinale hinaus und scheiterte beim Moskauer Bürgermeisterpokal in der Runde der letzten 64. Bei der Freie-Pyramide-WM 2021 besiegte Abramow unter anderem den Titelverteidiger Semjon Saizew und unterlag im Achtelfinale dem späteren Weltmeister Jernar Tschimbajew (6:7).

## Erfolge
| Ergebnis | Jahr    | Turnier                                  | Finalgegner          | Endstand |
| -------- | ------- | ---------------------------------------- | -------------------- | -------- |
| Sieger   | 2014    | Sagid-Murtasalijew-Pokal                 | Alexander Murawjow   | (n. b.)  |
| Sieger   | 2015    | Sagid-Murtasalijew-Pokal                 | Leonid Schwyrjajew   | 4:0      |
| Finalist | 2016    | Kropotkin Open                           | Aleksandr Sidorov    | 5:6      |
| Sieger   | 2016    | Gouverneurspokal Tula                    | Kirill Jurin         | 4:1      |
| Sieger   | 2017    | Russische Meisterschaft (Komb. Pyr.)     | Timur Jewstignejew   | 6:1      |
| Sieger   | 2017    | Weltmeisterschaft (Kombinierte Pyramide) | Dastan Lepschakow    | 6:5      |
| Sieger   | 2017    | Jugendweltmeisterschaft (Fr. Pyr.)       | Semjon Saizew        | 6:3      |
| Sieger   | 2017/F  | Kombinierte-Pyramide-Weltcup             | Alexei Schoschin     | 6:0      |
| Finalist | 2018    | Weltmeisterschaft (Dyn. Pyramide)        | Dmytro Biloserow     | 5:7      |
| Sieger   | 2018/3  | Freie-Pyramide-Weltcup                   | Alexander Tschepikow | 6:5      |
| Sieger   | 2018    | Ajara Open                               | Dmytro Biloserow     | 7:3      |
| Finalist | 2018    | Telavi Open                              | Michail Zarjow       | 6:7      |
| Finalist | 2018    | Imperija-Pokal                           | Artur Piwtschenko    | 3:5      |
| Finalist | 2018    | Savvidi Cup                              | Dastan Lepschakow    | 5:2      |
| Sieger   | 2018/F  | Freie-Pyramide-Weltcup                   | Semjon Saizew        | 7:4      |
| Sieger   | 2019    | Weltmeisterschaft (Kombinierte Pyramide) | Serghei Krîjanovski  | 6:2      |
| Sieger   | 2019/2  | Kombinierte-Pyramide-Weltcup             | Dmytro Biloserow     | 5:4      |
| Sieger   | 2019    | Chechen Open                             | Dmytro Biloserow     | 5:2      |
| Sieger   | 2019    | Kremlin Cup                              | Andrij Kljestow      | 5:1      |
| Sieger   | 2019    | Imperija-Pokal                           | Dastan Lepschakow    | 5:4      |
| Sieger   | 2019    | Pokal der Freundschaft                   | Jurij Smyrnow        | 6:3      |
| Finalist | 2019    | Lemajew-Pokal                            | Dmitri Schkoda       | 4:6      |
| Sieger   | 2020    | Champions Cup                            | Asis Madaminow       | 7:0      |
| Sieger   | 2020/1  | Legend Cup                               | Asis Madaminow       | 4:3      |
| Finalist | 2020    | Lemajew-Pokal                            | Michail Zarjow       | 6:7      |
| Sieger   | 2020/6  | Legend Cup – Corona                      | Asis Madaminow       | 5:3      |
| Sieger   | 2021/8  | Legend Cup – Corona                      | Serghei Krîjanovski  | 5:4      |
| Sieger   | 2021/10 | Legend Cup – Corona                      | Jelissei Anufrijew   | 5:2      |
| Sieger   | 2021    | Masitow-Pokal                            | Artem Mojissejenko   | 5:1      |

## Teilnahmen an Weltmeisterschaften
| Disziplin            | 2014 | 2015 | 2016 | 2017  | 2018  | 2019  | 2020  | 2021  |
| -------------------- | ---- | ---- | ---- | ----- | ----- | ----- | ----- | ----- |
| Freie Pyramide       | R    | –    | AF   | n. a. | AF    | VF    | n. a. | AF    |
| Dynamische Pyramide  | –    | –    | –    | n. a. | F     | n. a. | n. a. | n. a. |
| Kombinierte Pyramide | L64  | –    | –    | S     | n. a. | S     | n. a. | n. a. |
| Quelle:              |      |      |      |       |       |       |       |       |

| Legende | Legende                               |
| ------- | ------------------------------------- |
| S       | Sieger                                |
| F       | Finalist                              |
| HF / H  | Halbfinalist                          |
| VF / V  | Viertelfinalist                       |
| AF / A  | Achtelfinalist                        |
| LX      | Niederlage in der Runde der letzten X |
| R2      | Niederlage in Runde 2                 |
| R       | Vorrundenaus/Niederlage in Runde 1    |
| –       | nicht teilgenommen                    |
| n. a.   | nicht ausgetragen                     |

## Trivia
Als 12-Jähriger erhielt Abramow 2014 beim Sagid-Murtasalijew-Pokal in Kisljar unter anderem einen Lada Priora als Siegerprämie. Er gab das Auto seinem Vater, der es wenig später verkaufte.